# Svarttjärnen (Häggenås socken, Jämtland, 702786-145487)
Svarttjärnen är en sjö i Östersunds kommun i Jämtland och ingår i Indalsälvens huvudavrinningsområde. Sjön har en area på 0,032 kvadratkilometer och ligger 278,3 meter över havet.

## Delavrinningsområde
Svarttjärnen ingår i det delavrinningsområde (702687-145594) som SMHI kallar för Mynnar i Örån. Medelhöjden är 275 meter över havet och ytan är 7,12 kvadratkilometer. Det finns inga avrinningsområden uppströms utan avrinningsområdet är högsta punkten. Vattendraget som avvattnar avrinningsområdet har biflödesordning 3, vilket innebär att vattnet flödar genom totalt 3 vattendrag innan det når havet efter 195 kilometer. Avrinningsområdet består mestadels av skog (51 procent) och sankmarker (37 procent). Avrinningsområdet har 0,03 kvadratkilometer vattenytor vilket ger det en sjöprocent på 0,4 procent.